# ХК Ајсберен Берлин
Ајсберен Берлин је немачки хокејашки клуб из Берлина. Клуб се такмичи у Хокејашкој лиги Немачке.
Утакмице као домаћин игра у арени O2 World капацитета 14.200 места.

## Историја
Основан је 1954. као СК Динамо Берлин. До 1988. је освојио 15 титуле првака Источне Немачке. Од 1990, клуб је почео играти у Бундеслиги и био је преименован у ЕХК Динамо у Берлин Тада су почели да користе Белог медведа као грб. Од 1992. клуб је преименован ЕХК Ајсберен Берлин.
Најуспешнији период клуба је почео у сезони 2004/05. када је освојена прва титула првака Немачке. До 2011. године освојили су укупно пет титула.

## Трофеји
- Хокејашка лига Немачке:
  - Првак (5) : 2005, 2006, 2008, 2009, 2011